# 에두아르도 바르가스
에두아르도 헤수스 바르가스 로하스(스페인어: Eduardo Jesús Vargas Rojas, 1989년 11월 20일 ~ )는 칠레의 축구 선수이자 포지션은 공격수이며, 현재 브라질의 아틀레치쿠 미네이루에서 뛰고 있다.

## 수상
개인
- 2014년 FIFA 월드컵 맨 오브 더 매치 : vs. 스페인 (조별리그)

## 같이 보기
- A매치 100경기 이상 출전한 축구 선수 명단